# Manuel Solis (Radsportler)
Manuel Solís Archundia (* 10. Mai 1920 Ciudad Hidalgo; † unbekannt) war ein mexikanischer Radrennfahrer.

## Sportliche Laufbahn
Solís war im Straßenradsport aktiv. 1948 war er Teilnehmer der Olympischen Sommerspiele in London. Das olympische Straßenrennen beendete er nicht. Mexiko kam mit Placido Herrera, Francisco Rodríguez, Gabino Rodríguez und Manuel Solís nicht in die Mannschaftswertung, da kein Fahrer des Teams das Rennen beendete.